# تپه کوپک‌لر
تپه کوپک لر مربوط به دوره اشکانیان - دوره ساسانیان است و در شهرستان بیله‌سوار، بخش قشلاق دشت دهستان قشلاق دشت شرقی، روستای حاج هاوار واقع شده و این اثر در تاریخ ۱۲ شهریور ۱۳۸۶ با شمارهٔ ثبت ۱۹۳۸۶ به‌عنوان یکی از آثار ملی ایران به ثبت رسیده است.